# Stawa Młyny
Stawa Młyny is een vuurtoren in de vorm van een windmolen bij de haven van Świnoujście in Polen. Hij werd gebouwd in 1873-74 en is ondertussen een belangrijk symbool van de stad: hij staat onder meer op het logo van de stad.
Met een achterliggende toren van 23 meter hoog vormt het een lichtenlijn in de richting 170,2°, die de vaargeul aangeeft.